# Cylindilla grisescens
Cylindilla grisescens är en skalbaggsart som beskrevs av Bates 1884. Cylindilla grisescens ingår i släktet Cylindilla och familjen långhorningar. Inga underarter finns listade i Catalogue of Life.